# Berthe Dubail
Berthe Dubail (Leval-Trahegnies, 19 juni 1911 - Watermaal-Bosvoorde, 22 november 1984) was een Belgische graficus, beeldhouwer en kunstschilder. Naast haar artistieke carrière was ze tekenleraar.
Haar stijl evolueerde van expressionistisch figuratief naar lyrisch abstract en uiteindelijk naar materialistisch astract met verwerking van zand in de verf.

## Biografie
Berthe Dubail werd als jongste van drie zussen geboren in Binche in een familie van kleine zelfstandigen.
Zij was al sinds jonge leeftijd creatief en artistiek bezig, maar begon pas in 1930 met een kunstopleiding 'decoratieve kunsten' aan het Lyceum Warocqué in Morlanwelz. Daar maakte ze kussens en gordijnen in art-decostijl Ze ging ook lessen volgen aan de Provinciale School voor Kunsten en Ambachten in Saint-Guislain.
Met haar bescheiden achtergrond moest ze van haar ouders in de eerste plaats zorgen voor een eigen broodwinning. Ze behaalde in 1936 haar diploma lerares "kunstonderwijs" voor het lager middelbaar onderwijs. In datzelfde jaar ontmoette ze de schilder Theo Idserda, met wie ze aan de kust enkele doeken schilderde, en besloot om definitief voor de schilderkunst te gaan. Zoiets was geen vanzelfsprekende keuze voor vrouwen in die tijd, wat haar voortdurende strijd voor het verwezenlijken van haar 'roeping' verklaart. Daar heeft ze naar eigen zeggen alles voor opgeofferd.
Van 1938 tot 1939 volgde ze opleiding 'tekenen' aan de Koninklijke Academie voor Schone Kunsten in Bergen. In 1939 behaalde ze via de centrale examencommissie (middenjury) het diploma lerares 'tekenen'.
Ze ging les geven, eerst in Virton en Tamines, vanaf 1940 in Binche en Dour en vanaf 1942 aan het lyceum in Bergen (tot 1954). Vanaf 1942 ging ze verder in het volmaken van haar artistieke opleiding aan de Academie in Bergen en volgde schilderlessen bij Louis Buisseret. Ondertussen ontwikkelde ze als lerares een nieuwe lesmethode die de spontaniteit en ontdekkingsdrang van de leerlingen stimuleerde.
In deze periode werd haar expressionistische figuratieve stijl meer animistisch, geïnspireerd door de kunstbeweging Nervia.
In 1945 nam ze voor het eerst deel aan een groepstentoonstelling en in 1946 kreeg ze in Bergen haar eerste solotentoonstelling.
Vanaf dan gaat het vlug. De tentoonstellingen volgen elkaar op. Ze kreeg zeer goede kritieken. In 1947 koopt de Belgische staat een werk van haar aan. Ze kreeg van de Belgische en Franse staat een beurs voor twee studiejaren, 1953 (6 maanden) en 1954 (3 maanden), in Parijs en bezocht daar het vrije atelier van “La Grande Chaumière”. Ze leerde er beeldhouwen onder leiding van Ossip Zadkine en maakte haar werk "Homme à bicyclette", in feite ook haar enig beeldhouwwerk van betekenis. Ze bleef ondertussen les geven in Bergen.
In 1954 verhuisde ze naar Elsene en begint met de opleiding 'monumentale schilderkunst' in La Cambre in Brussel . Ze begon met lesgeven aan lyceum van Elsene en zou dit doen tot 1972.
Vanaf 1955 schilderde ze twee monumentale naakten, die duidelijk op een evolutie in de richting van de abstracte stijl wezen. Die stijl zou ze nooit meer verlaten.
Zij behoorde nu tot de groten van de Belgische schilderkunst, met een aaneenschakeling van deelnames aan nationale en internationale tentoonstellingen en laureate van prijzen en onderscheidingen. Ze werd hoofd van een missie van de Belgische regering in Parijs.
Vanaf 1960 werd ze nauw bevriend met de dichter Pierre Bourgeois, een voorvechter van de moderniteit, die grote invloed had op haar stijl. Haar kunst was ondertussen volledig abstract geworden, in deze fase nog "lyrisch abstract".
Vanaf 1964 begon ze zand in haar pigmenten te verweken, ze werd gedreven door het materiaal waarmee ze werkte, waardoor haar stijl "materialistisch abstract" of "gestueel"(actionpainting) genoemd wordt.
Na haar pensionering in 1972 ging ze zich volledig aan de kunst wijden. De persoonlijke tentoonstellingen volgden elkaar op tot in 1981.
Zij overleed op 22 november 1984. Na haar dood en tot op heden werden haar werken opgenomen in verschillende tentoonstellingen en retrospectieven.  

## Musea
De Website van Berthe Dubail geeft een volledig onverzicht van haar werken in openbaar bezit. http://www.berthe-dubail.be/Dubail-biografie.html
- Koninklijke Musea voor Schone Kunsten van België[14][15] https://fine-arts-museum.be/nl/de-collectie/berthe-dubail-autarkie
- Museum voor Schone Kunsten, Charleroi
- Mu.ZEE, in Oostende
- Wasquehal (Frankrijk): Musée de la Tapisserie et des Arts Textiles https://web.archive.org/web/20230202173822/https://inventaire.proscitec.asso.fr/objets/tamat-musee-de-la-tapisserie-et-des-arts-textiles/dubail-berthe-geometrie-carton/
- René Magrittemuseum, Jette https://www.magrittemuseum.be/index.php/nl/museum-voor-abstracte-kunst/

## Onderscheidingen
- Orde van Leopold II, 1956,
- Kroonorde (België), 1979,

## Biblografie
- Serge Goyens de Heusch, Berthe Dubail, Catalogue Raisonné of the Artist's Work[16]
- Serge Goyens de Heusch, Philippe Roberts-Jones, Stichting voor Hedendaagse Belgische Kunst (Brussel), Berthe Dubail, 1991[17]
- Rose-Marie François: NOUVELLE BIOGRAPHIE NATIONALE, Académie royale des sciences, des lettres et des beaux-arts de Belgique, 2014, p. 127-129 https://www.academieroyale.be/Academie/documents/PagesdeNBN12DubailBerthe27864.pdf
- Website Berthe Dubail: http://www.berthe-dubail.be/Dubail-biografie.html

## Trivia
- In Leval-Trahegnies is een straat naar Dubail genoemd.[18]
- In 1979 werd ze benoemd tot Ridder in de Kroonorde.